# Slipway Fires
Slipway Fires è il terzo album del gruppo indie rock anglo-svedese Razorlight pubblicato il 3 novembre 2008.
Il primo singolo estratto dall'album, Wire to Wire, è stato pubblicato il 26 settembre 2008 e trasmesso per la prima volta alla radio nel programma del DJ Zane Lowe su Radio 1 l'8 settembre 2008. Ha poi raggiunto la 5ª posizione nella Official Singles Chart.
Il secondo singolo dell'album è Hostage of Love pubblicato il 12 gennaio 2009.

## Tracce
1. Wire to Wire - 3:05 (Borrell)
2. Hostage of Love - 3:44 (Borrell/Burrows)
3. You and the Rest - 3:25 (Borrell)
4. Tabloid Lover - 2:58 (Borrell)
5. North London Trash - 3:28 (Borrell)
6. 60 Thompson - 2:37 (Borrell/Burrows)
7. Stinger - 4:17 (Borrell/Burrows)
8. Burberry Blue Eyes - 3:33 (Borrell/Burrows)
9. Blood for Wild Blood - 3:10 (Borrell)
10. Monster Boots - 4:34 (Borrell)
11. The House - 3:55 (Borrell)